# Charles Atger
Charles Atger, né le 18 juin 1921 à Gréoux-les-Bains, Alpes-de-Haute-Provence, et mort le 15 mars 2020 à Gréoux-les-Bains, est un aviateur français. Il détient depuis 1952 le record du monde de durée de vol en planeur.

## Voir ausisi